# Sciara isopalpi
Sciara isopalpi är en tvåvingeart som beskrevs av Zhang 1991. Sciara isopalpi ingår i släktet Sciara och familjen sorgmyggor.
Artens utbredningsområde är Nei Mongol (Kina). Inga underarter finns listade i Catalogue of Life.